# カラーコード戦争計画
カラーコード戦争計画（カラーコードせんそうけいかく、英語: Color-coded War Plans）とは、1920年代にアメリカ合衆国陸軍において、日本やイギリス、ドイツなどの国を仮想敵国として検討されたシミュレーションをさす。世界の主要国との戦争が発生した場合を想定した戦争計画であり、それぞれの国に色を割り当ていた為この名称が付けられた。これらのプロジェクトは1939年に凍結されたが、当時高まっていた枢軸国との二正面戦争に備えて5色のレインボー・プランが発展的に策定されている。

## 概要

### オレンジ計画およびレッド計画
カラーコード計画の中で最も著名な物は、1919年に非公式に策定され1924年に公式に策定された、対日戦争を扱ったオレンジ計画である 。このシミュレーションの一部は実際に太平洋戦争において、中国大陸と日本本土との経済的遮断という形で利用されている。
イギリスおよびカナダとの戦争を扱ったレッド計画は、これが1974年に機密解除され公表されると、大きな反響を巻き起こした。これに関連して、カナダ侵攻のみに限定したクリムゾン計画も存在した。これらのシミュレーションにおいては、イギリスがレッド、カナダがクリムゾン、インドがルビー、オーストラリアがスカーレット、ニュージーランドがガーネットといずれも赤系の色名で呼ばれていた。第一次世界大戦を機として、アメリカ合衆国とイギリスとの戦争の可能性は極めて少なくなったが、戦争計画自体は1930年代に至るまで検討が続けられていた。

### その他
上にあげたものの他にもいくつかの国が仮想敵としてあげられている。どの計画でも、アメリカ合衆国自体は「ブルー」と呼称される 。
- ホワイト計画：アメリカ合衆国国内における内乱を想定していた[7]。後にガーデン・プロット計画へと発展している。計画の一部は1932年のボーナスアーミー派遣の際に利用された。最も懸念されていたのは国内の共産主義者による蜂起であった。

- グレイ計画：中央アメリカ諸国を扱ったものと、西インド諸島諸国を扱ったものがある[8]。後者はポルトガル領のアゾレス諸島への侵攻を含んでいた[9]。

- パープル計画：南アメリカ諸国を扱う[10]。

- バイオレット計画：同じく南アメリカ諸国を扱う[11]。

- グリーン計画：親アメリカ政権を樹立するためにおこなうメキシコ侵攻を扱う[12]。1946年になり公式に凍結された。

- ゴールド計画：フランスおよびカリブ海のフランス領を扱う。

- ブラック計画：ドイツとの戦争を扱う[13]。最重視されたケースは、ドイツがフランスおよびカリブ海のフランス領を占領し、これを拠点にしてアメリカ東海岸への侵攻を開始した場合を想定していた。

- インディゴ計画：アイスランド侵攻を扱う[14]。1941年にデンマークがドイツに占領された際に、アメリカは実際にアイスランドを占領している。

- ブラウン計画：フィリピンの暴動鎮圧を扱う[15]。

- イエロー計画：中国での戦争を扱う[16]。日中戦争における北京の防衛および上海の確保が目的とされていた。

- オリーブ計画：スペインとの戦争を扱う。

- シルバー計画：イタリアとの戦争を扱う。

- エメラルド計画：レッド計画と関連したアイルランド侵攻を扱う。

- タン計画：キューバへの介入を扱う[17]。

- シトロン計画：ブラジルとの戦争を扱う。

- レモン計画：ポルトガルとの戦争を扱う。

- レッド・オレンジ計画：イギリスおよび日本の二国を相手に同時に戦争状態に入った場合を扱う[18]。この計画立案において、当時のアメリカ合衆国に二正面戦争を戦うだけの十分な資源がないことが明らかになったため、戦線はどちらか一方、おそらく大西洋方面に比重を置くこととされた。

## 内容
これらのシミュレーションの多くは、実際に発生する可能性を吟味した上で検討された物ではなく、若手士官の訓練が目的とされていた。対ドイツ戦計画の一部が明らかとなった際には、第一次世界大戦後に孤立主義へと舞い戻っていた合衆国議会からの反発によって、この傾向はさらに強まっている。
オレンジ計画の次に重視されていたのはメキシコとの戦争を扱ったグリーン計画であった。1912年にはウィリアム・タフト大統領はメキシコ革命への介入を検討している。さらに1916年になるとアメリカ国内への小規模な侵入をおこなったメキシコの革命家パンチョ・ビリャを捕らえるためにジョン・パーシングを司令官とする陸軍部隊がメキシコに派遣された。このメキシコ侵攻においてはさらに海軍の艦船によるベラクルス砲撃がおこなわれ、ビクトリアーノ・ウエルタ大統領の辞任につながった。
1930年代には国家もしくは国家連邦ごとに想定されていたカラーコード戦争計画は古くさいものとなり、元々実戦用のシミュレーションというよりも、将兵の訓練用に制定されたものであったこと、さらには新兵器である航空機の飛躍的進歩により、役に立たないものと化しつつあった。国家相互の関係を整理したうえで、複数の国家と、アメリカが戦争状態になることを想定した、レインボー・プランに発展した。
南北戦争から第一次世界大戦期にかけて、アメリカ合衆国は頻繁にカリブ海および中央アメリカ諸国（パナマ、ハイチ、キューバ、ニカラグア）への介入をおこなった。これらの事件の際の陸軍部隊派遣にはカラーコード計画の一部が利用された。

## ボードゲーム
- "Great War at Sea series": アヴァランチ・プレスから、オレンジ計画を扱った"U.S. Navy Plan Orange"(邦題『プラン・オレンジ--日本侵攻計画--』、国際通信社、)、ブラック計画を扱った"U.S. Navy Plan Black"、レッド計画を扱った"U.S. Navy Plan Red"、ゴールド計画を扱った"U.S. Navy Plan Gold"が発売されている。